# Chroślice
Chroślice (niem. Hennersdorf) – wieś w Polsce położona w województwie dolnośląskim, w powiecie jaworskim, w gminie Męcinka.

## Podział administracyjny
W latach 1975–1998 miejscowość administracyjnie należała do województwa legnickiego.

## Położenie
Chroślice położone są w południowo-wschodniej części Równiny Chojnowskiej, u podnóży Pogórza Kaczawskiego. Przez wieś przechodzi droga z Jawora do Złotoryi.

## Historia
W latach 1854–1860 na zachód od wsi czynna była podziemna kopalnia węgla brunatnego, a później tufu bazaltowego wykorzystywanego jako tzw. "tras" – zamiennik cementu (do ok. 1865 r.).

## Zabytki
W środku wsi na małym placyku stoi bardzo ciekawa kapliczka z 1888 roku połączona z dzwonnicą, a przy niej zabytkowy obelisk.

## Turystyka
Przez wieś przechodzi  żółty szlak turystyczny.